# Commissariato regionale della Regione del Confine
Il Commissariato regionale della Regione del Confine venne istituito nel 1925 nell'Somalia italiana. Era diviso in tre residenze:
- Belet Uen
- Lugh
- Dolo

Venne abolito nel 1936, e il territorio fu suddiviso nei nuovi commissariati dell'Alto Giuba e dell'Alto Scebeli.

## Geografia
Fino al 1936 confinava a nord con l'Etiopia, a ovest con il Kenya (Regno Unito), a sud confinava la Regione del Giuba, Regione del Centro e la Regione di Obbia.